# Tonkopf

Tonkopf eines Stereo-Kassettenrekorders

Tonkopf ist der Oberbegriff für die der Tonaufzeichnung bzw. Tonwiedergabe dienenden Sprech-, Hör- bzw. Kombiköpfe von Tonbandgeräten, Videorecordern und Filmprojektoren.
Ein Tonbandgerät hat üblicherweise folgende Magnetköpfe:
- Löschkopf (LK) zur Entmagnetisierung (Löschung) des Bandes mit Hochfrequenz (seltener Gleichfeld)
- Den Aufnahmekopf oder Sprechkopf (SK) für die eigentliche Aufzeichnung
- Den Wiedergabekopf oder Hörkopf (HK) für die Wiedergabe oder Hinterbandkontrolle (Kontrolle der Aufzeichnung)

Hör- und Sprechkopf können durch einen Kombikopf ersetzt sein, was einen Kompromiss bei der Impedanzanpassung an die Verstärker und die Notwendigkeit der Umschaltung des Kopfes von Aufnahme auf Wiedergabe bedeutet. Die Hinterbandkontrolle ist dann nicht möglich.
Bei Kassettenrekordern ist das aus Platz- und Kostengründen meistens der Fall, bei sogenannten 3-Kopf-Kassettendecks sind Hör- und Sprechkopf in einem gemeinsamen Gehäuse untergebracht.

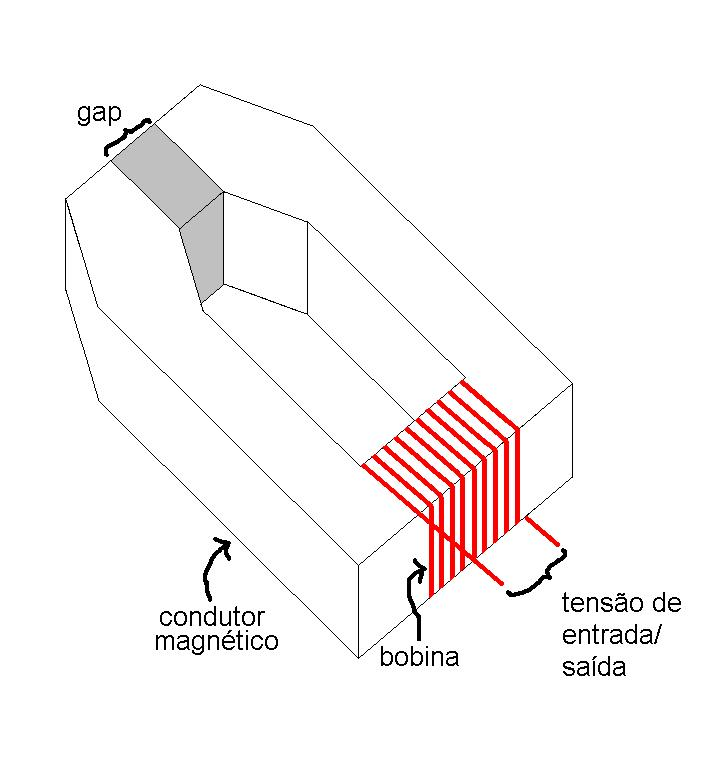
Tonkopf schematisch

Auch Videorecorder und Filmprojektoren für Filme mit Magnetton haben Tonköpfe:

Beim Videorecorder befindet sich die Tonspur am Rand des Bandes neben den schräg nebeneinanderliegenden Bildspuren, die mit dem Kopf auf der Kopftrommel abgetastet werden. Eine analoge Tonspur muss daher mit einem separaten Tonkopf gelesen bzw. geschrieben werden, die Daten digitaler Tonspuren werden dagegen häufig als Bestandteil der Video-Schrägspur aufgezeichnet.

Beim Film ist die Tonspur neben den Bildern angeordnet, entweder als Magnetton oder als Lichtton. Zur Abtastung muss der Film über eine Tonwelle geführt werden, die im Gegensatz zur ruckartigen Bewegung der Bildwiedergabe eine gleichmäßige Bewegung des Filmes erzeugt.

## Grundlagen
Der Magnetkern von Aufnahme-, Wiedergabe- und Kombiköpfen besteht aus weichmagnetischem, hochpermeablem Material, z. B. aus Mumetall, denn erforderlich sind hohe Anfangs-Permeabilität, niedrige Koerzitivfeldstärke. Um hohen elektrischen Widerstand zu erreichen (Reduzierung der Wirbelstromverluste) wird der Magnetkern lamelliert oder es wird gesintertes Ferrit verwendet. Der magnetische Widerstand soll klein sein, was auf einen großen Eisenquerschnitt und eine kleine Eisenweglänge hinausläuft.
Zum Band hin besitzen Tonköpfe einen sogenannten Kopfspalt, der oft mit gut leitfähigem Material gefüllt ist, um die Feldlinien zum Band hin herauszudrängen. Der Kopfspalt ist möglichst eng, sodass eine möglichst hohe Grenzfrequenz des Tonbandgerätes erreicht wird, der Kopf muss jedoch von der magnetisierten Schicht des Tonbandes noch ausreichend durchflutet werden. Der Kopfspalt muss exakt senkrecht, zumindest jedoch parallel zur Aufzeichnung sein. Aufnahme- und Wiedergabekopf sind daher justierbar montiert. Stimmt die Spalteinstellung nicht mit der Aufzeichnung überein, werden hohe Frequenzen weniger oder nicht mehr wiedergegeben.
Der sogenannte Kopfspiegel ist die dem Tonband zugewandte Seite des Kopfes. Der Kopfspiegel ist idealerweise eine blanke zylinderförmig gewölbte Fläche, die vom Band umschlungen bzw. an die das Band mit einem Filz angedrückt wird. Verschmutzungen und Verschleiß führen dazu, dass das Band nicht ideal anliegt, wodurch ein magnetisch nachteiliger, qualitäts- und pegelmindernder Luftspalt entsteht. Der Kopfspiegel bildet mit den Polschuhen des Kernes, dem Füllmaterial des Kopfspaltes, Halterungen und einer Vergussmasse eine gemeinsame Fläche, die möglichst geringen, homogenen Verschleiß haben sollte.

## Aufnahmekopf
Der Aufnahmekopf besitzt eine Spule, deren Impedanz an die NF-Vorverzerrer-Verstärkerstufe angepasst ist und die aus dem HF-Vormagnetisierungsstrom einen ausreichenden Ummagnetisierungs-Pegel erzeugen kann. Die an der Spule des Aufnahmekopfes zur Erzeugung eines Magnetisierungsstromes {\displaystyle I} erforderliche Wechselspannung {\displaystyle U} der Frequenz {\displaystyle f} beträgt:
{\displaystyle U=I\cdot \omega L}
mit
{\displaystyle \omega } - Kreisfrequenz = {\displaystyle 2\pi \cdot f}
{\displaystyle L} - Induktivität der Kopfspule
Das bedeutet, dass der Spannungspegel am Kopf bei hohen Frequenzen ansteigen muss, um den gleichen Magnetisierungsstrom zu erzeugen. Besonders hoch ist der erforderliche Pegel der Hochfrequenz der Vormagnetisierung.

## Wiedergabekopf
Die Funktion des Wiedergabekopfs beruht auf dem Induktionsgesetz. Das bespielte Magnetband wird am Kopfspalt vorbeibewegt und induziert in der Kopfspule eine Spannung U entsprechend der Beziehung:
{\displaystyle U=K\cdot {\frac {\mathrm {d} \Phi }{\mathrm {d} t}}}
mit
{\displaystyle \Phi } - magnetische Flussdichte
{\displaystyle K} - Faktor, unter anderem von der Windungszahl abhängig.
Da {\displaystyle {\tfrac {\mathrm {d} \Phi }{\mathrm {d} t}}} mit der Frequenz steigt, ist zu erwarten, dass auch der Wiedergabepegel mit der Frequenz steigt. Unter der Voraussetzung, dass die Spaltbreite klein gegenüber der kleinsten Wellenlänge und die Pollänge groß gegenüber der größten aufgezeichneten Wellenlänge {\displaystyle \lambda ={\tfrac {v}{f}}} ist, steigt die induzierte Spannung tatsächlich zunächst proportional mit 6 dB/Oktave mit der Frequenz an (Omegagang). Mit höherer Frequenz verursacht jedoch die Spaltbreitendämpfung, Abstandsverluste und die verringerte teilnehmende Magnetschichtdicke ein Absinken des Pegels.
Der Spannungspegel eines Wiedergabekopfes liegt im Millivoltbereich und muss daher mit einem rauscharmen Vorverstärker verstärkt werden.
Um einen linearen Frequenzgang zu erreichen, muss das Wiedergabesignal überdies entzerrt werden. Dafür werden ein Tiefpass und ein Hochpass eingesetzt. Es werden also die tiefen und die hohen Frequenzen angehoben. Der Tiefpass gleicht den Omegagang aus, der Hochpass das Absinken des Pegels bis zur Grenzfrequenz des Gerätes. Um das Bandrauschen zu minimieren, wird die Entzerrung teilweise auf den Aufnahmeverstärker verlagert, es findet also eine Vorverzerrung statt. Bei zu großer Vorverzerrung kommt es jedoch zur Übersteuerung. Die Entzerrer-Frequenzgänge und die Magnetisierung in Abhängigkeit der Frequenz (Vorverzerrung) sind für verschiedene Länder und Tonbandgeräte unterschiedlich genormt.

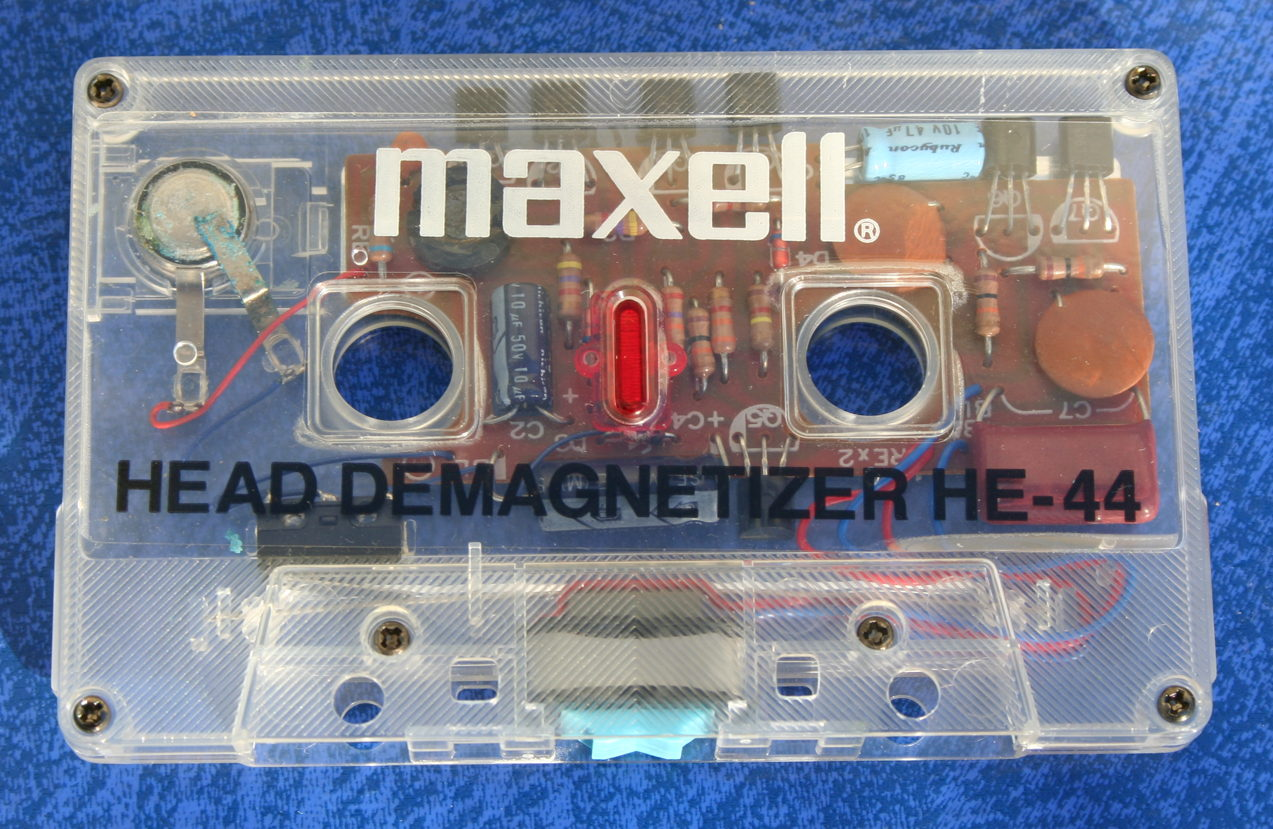
Entmagnetisierungskassette für die Tonköpfe von Kassettenrekordern

Wiedergabeköpfe müssen magnetisch abgeschirmt sein. Grund ist die Empfindlichkeit gegenüber den fast allgegenwärtigen magnetischen 50-Hz- bzw. 60-Hz-Wechselfeldern durch das Stromnetz und dessen Verbraucher wie Transformatoren oder Vorschaltdrosseln. Das erfolgt mit einem Gehäuse aus Mu-Metall, welches für den Band-Durchlauf einen Spalt besitzt oder eine sich schließende Klappe. Magnetbandkassetten besitzen in der Kassette ein filzbesetztes Eisenstück zur Schirmung, das sich an das bei der Wiedergabe in die Kassette eintretende Kopfgehäuse anlegt.
Aufnahme- und Wiedergabeköpfe, aber auch Eisenteile wie die Tonwelle dürfen nicht magnetisiert sein, das heißt, eine Gleichfeld-Einwirkung auf das Magnetband muss vermieden werden. Eine unbeabsichtigte Magnetisierung, z. B. auch durch defekte Elektronik, kann durch eine Entmagnetisierungsdrossel (mit Netzspannung betriebener Elektromagnet) beseitigt werden.